# Jocelyne Alloucherie
Jocelyne Alloucherie (Quebec, 8 de febrero de 1947) es una escultora y académica canadiense.

## Datos biográficos
Nacida en Quebec, Alloucherie obtuvo una Licenciatura en Bellas Artes por la Université Laval en 1971 y un título de Master en Bellas Artes en 1981 de la Concordia University. Ha sido profesora de artes visuales e historia del arte de la Université Laval, la Universidad de Quebec en Montreal, Concordia University y la Universidad de Ottawa.

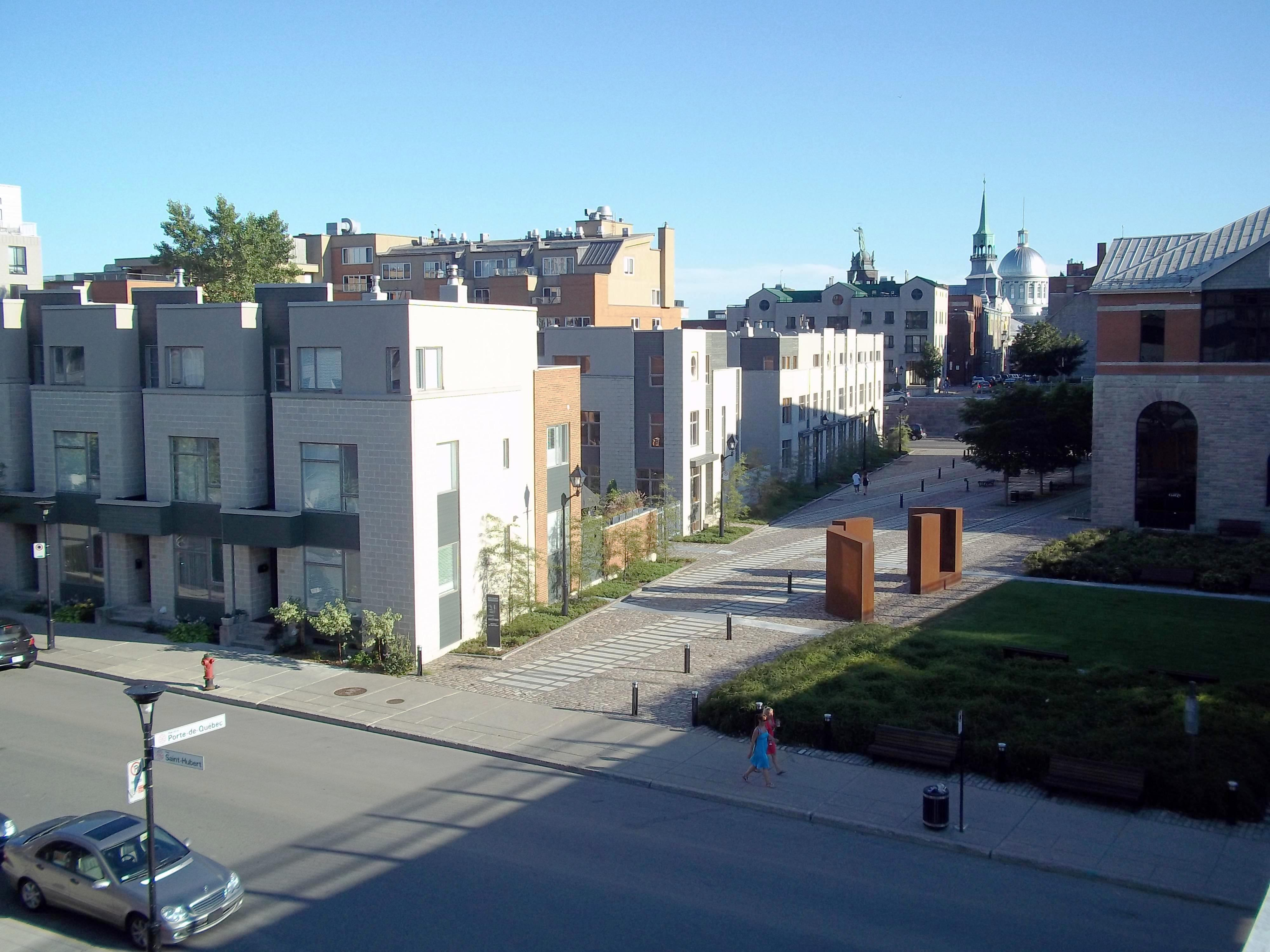
La square Dalhousie vista desde el viaducto de la rue Notre-Dame, Montreal. Remodelada en 2006.

## Honores
En 2000, fue galardonada con el Premio del Gobernador  General (en inglés: Governor General's Award) en artes visuales y nuevos medios en reconocimiento por haber sido artista simiente de su generación. · En 2002, ella fue premiada con el Prix Paul-Émile-Borduas del gobierno de Quebec. En 2008, fue nombrada Oficial de la Orden de Canadá "por sus contribuciones a las artes visuales como reconocida escultora internacional".
Su escultura Porte de jour es la pieza central de la remodelada Dalhousie Square en Vieux-Montreal, diseñada por Robert Desjardins, que fue galardonada en 2006 por la Sociedad de Arquiotectos Paisajistas del Canadá (Canadian Society of Landscape Architects).